# Borossebesi járás
A Borossebesi járás a történelmi Arad vármegye egyik járása volt. Székhelye az állandó járási székhelyek kijelölése (1886) óta végig Borossebes volt. Népessége 1910-es népszámlálás szerint 37 421 fő volt. A járás területét a trianoni békeszerződés Romániának ítélte, így az Magyarország számára elveszett.

## Települései
- Alcsil
- Alsószakács
- Bajnokfalva
- Báltfalva
- Boncafalva
- Borosberend
- Borosrósa
- Borossebes
- Borosztok(wd)
- Bozósd
- Dancsfalva
- Décse
- Dézna
- Déznaláz
- Édeslak
- Gósd
- Háromalmás
- Holdmézes
- Honcér
- Honctő
- Ignafalva
- Jószás
- Jószáshely
- Kertes
- Keszend
- Kisfeketefalu
- Kisróna
- Koroknya
- Kőkaró
- Körösbökény
- Körösfényes
- Köröskocsoba
- Madarsák
- Menyéd
- Menyháza
- Mikószalatna
- Mosztafalva
- Nádalmás
- Pajzs
- Parázs
- Raj
- Rékes
- Solymosbucsa
- Susányfalva
- Szelezsény
- Vészalja
- Zarándpatak
- Zombrád
- Zöldes